# Willisinseln

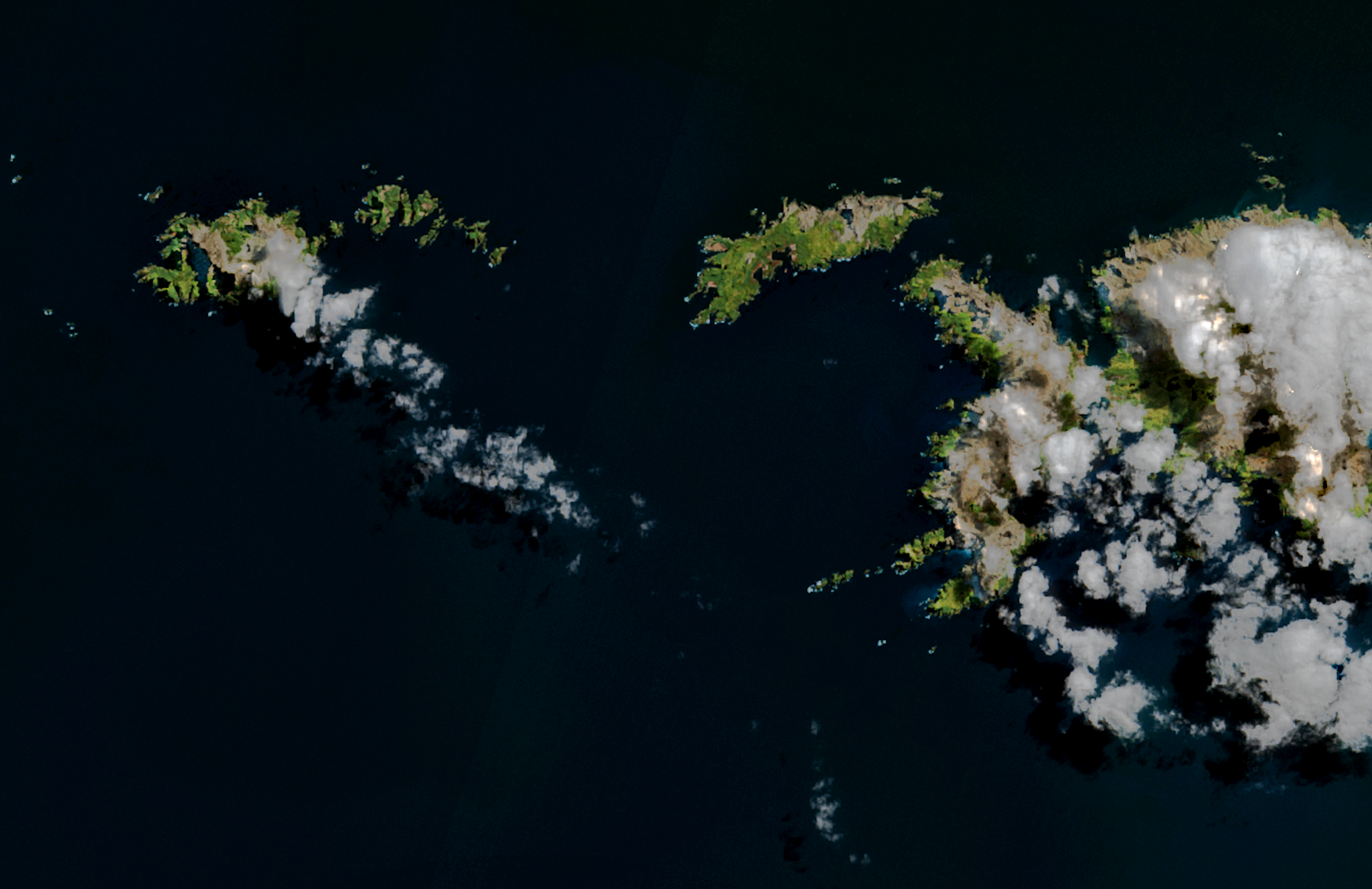
Satellitenbild der Willis-Inseln und der Bird-Insel vor der Nordwestspitze von Südgeorgien

Die Willisinseln (englisch Willis Islands) sind eine kleine und unbewohnte Inselgruppe vor der Westküste Südgeorgiens im Südatlantik. Die Inseln liegen 3,2 km westlich von Bird Island und etwa 4 km westlich der Hauptinsel Südgeorgien und stellen somit – die Shag Rocks nicht berücksichtigt – die westlichste Landmasse Südgeorgiens dar. Die Gruppe besteht aus einer größeren Insel im Westen (Main Island), einer etwas kleineren Insel im Osten (Trinity Island) sowie zahlreichen sehr kleinen Eilanden.
Politisch zählt die Inselgruppe zum Britischen Überseegebiet „Südgeorgien und die Südlichen Sandwichinseln“, wird jedoch auch von Argentinien beansprucht.
Die Inseln wurden am 14. Januar 1775 auf James Cooks zweiter Südseereise entdeckt und nach dem Seemann Thomas Willis (1756–1797) benannt, der sie zuerst gesichtet hatte.
Die größere der Willisinseln ist ein beliebtes Revier des Antarktischen Seebären (Arctocephalus gazella).